# Stor-Tannörsavan
Stor-Tannörsavan är en sjö i Nordmalings kommun i Ångermanland och ingår i Öreälven-Leduåns kustområde. Sjön har en area på 0,164 kvadratkilometer och ligger 4 meter över havet.

## Delavrinningsområde
Stor-Tannörsavan ingår i det delavrinningsområde (704339-169218) som SMHI kallar för Rinner mot S n Kvarkens kustvatten. Medelhöjden är 7 meter över havet och ytan är 2,22 kvadratkilometer. Det finns inga avrinningsområden uppströms utan avrinningsområdet är högsta punkten. Avrinningsområdets utflöde mynnar i havet, utan att ha någon enskild mynningsplats. Avrinningsområdet består mestadels av skog (81 procent). Avrinningsområdet har 0,16 kvadratkilometer vattenytor vilket ger det en sjöprocent på 7,3 procent.